# Oxycera semilimbata
Oxycera semilimbata är en tvåvingeart som först beskrevs av Lindner 1966.  Oxycera semilimbata ingår i släktet Oxycera och familjen vapenflugor. Inga underarter finns listade i Catalogue of Life.